# 姜穎新
姜穎新，（？—？），字文庸，號玉山，江西如皐人，為清朝政治人物。
姜穎新為雍正元年（1723年）癸卯恩科第三甲進士。官景山教習，雍正三年（1725年）授職檢討，官至直隸按察使。